# Дия (вира)
Дия (также Дийя; араб. دية‎ —  вира‎) — в исламском праве: компенсация, которую должен заплатить виновник преступления, совершённого неумышленно. К преступлениям относятся убийство, ранение или увечье. В случае умышленного убийства человека родственники и близкие убитого вправе потребовать возмездия (кисас). Они имеют права потребовать казни для убийцы, либо могут потребовать от убийцы компенсацию. Шариатский судья (кади) может рекомендовать родственникам убитого согласиться на выкуп, не настаивая на этом. Если же убийство или нанесение увечья произошло неумышленно, то в этом случае кисас не применяется, а выплачивается только дия.

## История
Арабское слово «дия» происходит от глагола «вада» (араб. وَدَى‎) и означает — вира, плата за кровь, выкуп за убитого. Дия была широко распространена в доисламское время, воспринята исламом и утверждена Кораном: «Не следует верующему убивать верующего, разве только по ошибке. А кто убьет верующего по ошибке, то — освобождение верующего раба и пеня, вручаемая его семье, если они не раздадут её милостынею. А если он из народа враждебного вам и верующий, то — освобождение верующего раба. А если он из народа, между которым и вами договор, то — пеня, вручаемая его семье, и освобождение верующего раба. Кто же не найдет, то — пост двух месяцев последовательных как покаяние пред Аллахом. Поистине, Аллах — знающий, мудрый!».
Вопросы дийи в основном трактуются разделом фикха укуба, но затрагивается и другими разделами. Первое изложение порядка дийи дали ханафитские правоведы Абу Юсуф и Мухаммад аш-Шайбани. Последующие авторы ограничились изложением следующих общих положений:
- дия за убийство выплачивается ради погашения кровной мести (са’р);
- дия за ранение или увечье выплачивается ради избавления от наказания (кисас);
- дия выплачивается при случайных убийствах, ранениях или увечьях, за которые никакое не налагается иное наказание[4].

## Размер
Размер и форма дийи определяются судом, однако стороны могут достичь частного соглашения. Размер выкупа зависит от пола, вероисповедания и социального статуса убитого. Согласно сунне пророка Мухаммеда полный размер дийи равен 1000 золотых динаров (или эквивалент) или сотней верблюдов. Ханафиты считают, что можно расплатиться 200 коровами или 2000 овец. Дия уменьшается вдвое, если пострадала женщина или если виновницей преступления является женщина. В ханафитском мазхабе размер выкупа в случае убийства немусульман подданных мусульманского государства равен дийи за убийство мусульманина (то есть 1000 динар). Шафииты считали, что компенсация за убийство немусульмана равна половине дийи за мусульманина. За убийство раба компенсация выплачивается хозяину. Причем она меньше, чем дия за свободного. Если же виновен раб, то дийу выплачивает его хозяин.
Наряду с выплатой дийи мусульманину необходимо совершить и какое-либо искупительное действие (каффара). В частности, необходимо освободить одного раба или поститься 2 месяца.
В исламском праве разработана сложная шкала выплаты за различные повреждения в долях дийи:
- открытый перелом — 1/10 дийи,
- повреждение глаза с потерей зрения — 1/2 дийи,
- выбитый зуб — 1/20 дийи и т. д.

Те повреждения, которые не оговорены, оцениваются приближенно к оговоренным.

## Порядок выплаты
Если виновный сам не может выплатить дийу, то недостающие средства собираются с его ближайших родственников. Если же у человека, совершившего преступление, совершенно нет никаких средств и родственников, способных выплатить дийю, то в этом случае выкуп выплачивается мусульманским государством из государственной казны.
Неуплата дийи наказывается как нарушение важного обязательства. До выплаты дийи или отсутствия договоренность о порядке её выплаты преступник не допускается ни к каким обрядам, так как считается находящимся в состоянии ритуальной нечистоты (джанаба). После достижения договоренности виновный обязан принести искупление (каффара) и пройти очищение (тахарат), после чего он рассматривается только как должник.
Дия за предумышленное убийство, ранение или увечье выплачивается в короткий срок, а за случайное — может выплачиваться в течение 3—5 лет. Дийу за ранение или увечье получает сам пострадавший или его доверенный, а дия за убийство делится между наследниками убитого в качестве наследства (мирас).